# Portes d'Alexandre

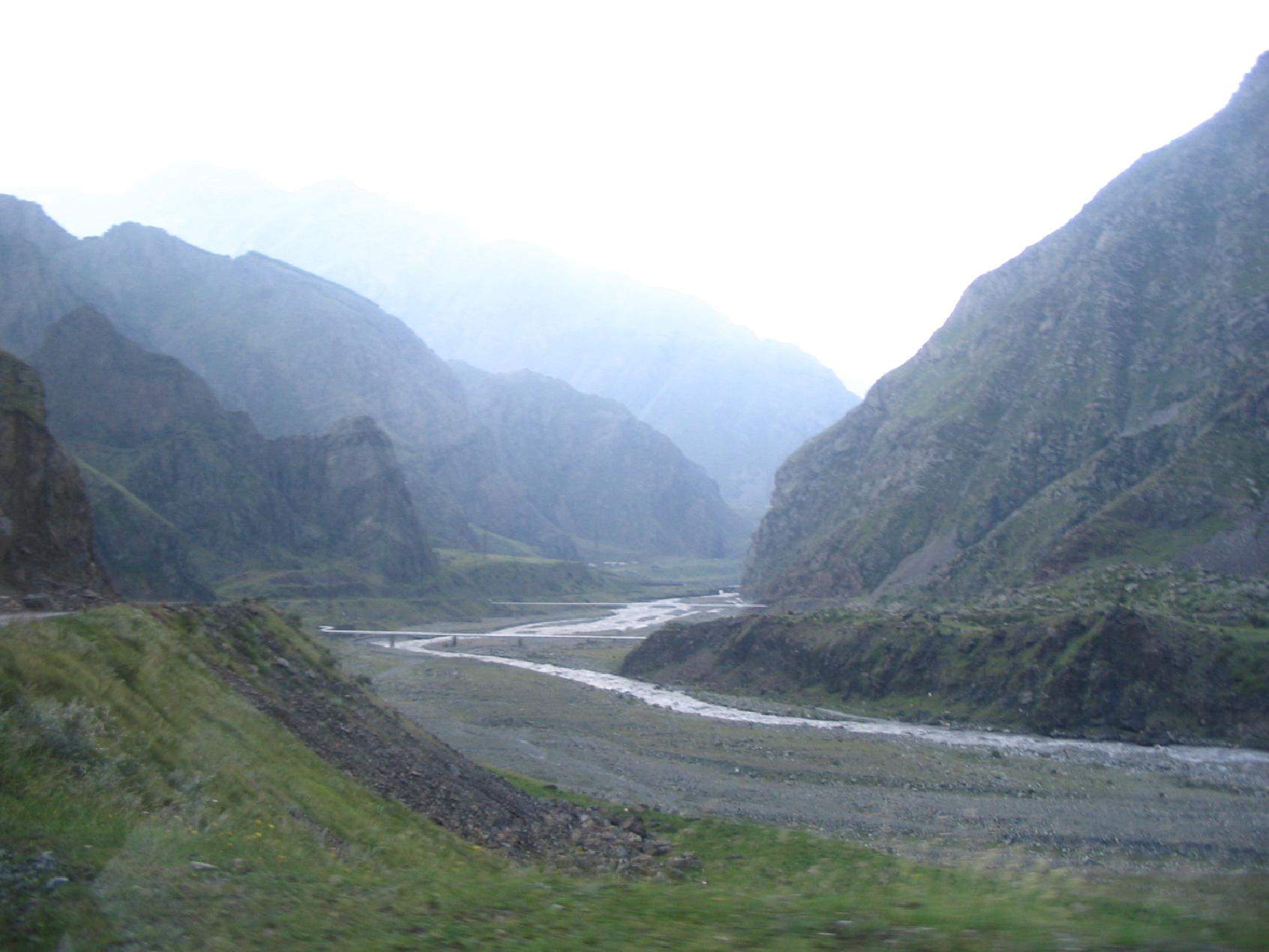
Passe de Darial en Ossétie du Nord, une des localisations possibles des Portes d'Alexandre.

Les portes d'Alexandre, ou portes de la Caspienne, sont une barrière légendaire dont la construction, dans le Caucase ou dans l'Elbourz, est attribuée à Alexandre le Grand, dans le but d'empêcher l'invasion depuis le nord par des populations barbares associées à Gog et Magog. Elles sont un objet populaire dans les récits de voyage du Moyen Âge, à commencer par le Roman d'Alexandre dans une version datée du VIIe siècle.
Trois localisations sont potentiellement identifiées : les murailles de Derbent, la passe de Darial ou la muraille de Gorgan. Historiquement, elles font partie de lignes de défense bâties sous les Sassanides ou l'Empire parthe.